# Simone Doria
Simone Doria (auch Simon, * um 1135; † nach 1217) war ein genuesischer Händler, Politiker und Admiral und Angehöriger der Familie Doria.
Er war der Sohn von Ansaldo Doria und Anna Grimaldi.
Er und seine Familie gehörten dem politischen Lager der Ghibellinen an. Im Zeitraum zwischen den Jahren 1175 und 1188 wurde er sechs Mal zum Konsul von Genua gewählt. 1189 wurde er zum Admiral gewählt und kommandierte die genuesische Flotte, die der französische König Philipp II. August für den Dritten Kreuzzug angeheuert hatte. Er transportierte das französische Kreuzzugsheer in das Heilige Land und nahm an der Belagerung von Akkon teil. 1219, beim Fünften Kreuzzug kommandierte er die genuesische Flotte bei der Belagerung von Damiette.
Er hatte mindestens drei Söhne:
- Andrea, der in die Familie der Herrscher von Torres einheiratete;
- Pietro, der mit seinem Vater bei Damiette kämpfte;
- Niccolò.